# ブッカー賞
ブッカー賞（ブッカーしょう、Booker Prize）はイギリスの文学賞。世界的に権威のある文学賞の一つ。the Bookerなどの通称もある。
その年に出版された最も優れた長編小説に与えられる。選考対象は、英語で書かれた長編小説。賞金は50,000ポンド（2002年までは21,000ポンド）。

## 沿革
1968年、フランスのゴンクール賞のような賞をイギリスに、という提案により、イギリスの小売業者ブッカー・マコンネル社の後援のもとブッカー・マコンネル賞 (The Booker-McConnell Prize for Fiction) として創設された。当時はイギリス連邦およびアイルランド国籍の著者に限られていた。創設に携わった編集者のトム・マシュラーは、ソサエティ・オブ・ヤング・パブリッシャーズでの話がきっかけだったとしている。
2002年からは運営がブッカー賞財団に移転、財団のタイトルスポンサーは投資会社のマン・グループである。それに伴い、名称はマン・ブッカー賞 (The Man Booker Prize for Fiction) に変更した。
2019年にはアメリカ人の実業家マイケル・モリッツの基金がスポンサーとなり、名称はブッカー賞に変更され、アメリカ国籍の著者も対象となった。
1992年にはロシア・ブッカー賞、2005年にはマン・ブッカー国際賞 (The Man Booker International Prize) が設立されている。2019年からは国際ブッカー賞 (The International Booker Prize) に改称されている。

## 特別賞
1971年、ブッカー賞の規則が変更され、前年ではなくその年に出版された小説が対象となった。そのため、1970年に出版された小説のブッカー賞受賞作は長らく存在していなかったが、2010年にロストマン・ブッカー賞 (Lost Man Booker Prize) を開催、ジェイムズ・G・ファレルの Troubles が受賞した（en）。
1993年に創設25周年を記念して歴代受賞作を対象としたブッカー賞中のブッカー賞 (The Booker of Bookers Prize) を開催、歴代選考委員からマルカム・ブラドベリ、デヴィッド・ホロウェイ、W・L・ウェッブの三人が選考、サルマン・ラシュディの『真夜中の子供たち』 (Midnight's Children、1981年受賞) が選ばれた。
以降、創設の節目を記念して、歴代受賞作を対象とした特別賞が開催されている。2008年に創設40周年を記念してベスト・オブ・ブッカー賞 (The Best of the Booker) を開催、創設25周年の「ブッカー賞中のブッカー賞」に続き、サルマン・ラシュディの『真夜中の子供たち』が選ばれた（en）。
2018年に創設50周年を記念してゴールデン・マン・ブッカー賞 (The Golden Man Booker) を開催、マイケル・オンダーチェの『イギリス人の患者』 (The English Patient、1992年受賞) が選ばれた（en）。

## 選考
ブッカー賞が高い評価を得ている要因の一つに、その選考の仕方がある。
賞選考は、諮問委員会が選考委員を決定するところから始まるが、選考委員は毎年変わり、2度選ばれることは滅多にない。諮問委員会は財団より選出された作家、出版社2社、エージェント、書店、図書館と議長より構成され、選考委員は文芸評論家、小説家、学者、編集者、著名人などから、性別などのバランスに注意して選出される。
次に、選考委員による審査の前段階として、審査の対象となる作品が選出される。その年に出版された小説から、イギリスの出版社が最高2作まで申請でき、また、過去のブッカー賞受賞者の全著作、過去10年間のブッカー賞候補者の全著作は自動的に対象とされる。また、選考委員も別途、その年に出版された小説のうち、最低8作、最高12作を推薦する。さらに、出版社は選考委員に考慮のうちに入れてほしい作品を最高5作をあげることができる。この時点では何が選ばれたかは極秘とされる。
選考委員は、審査の対象として選出された作品すべてを読んだ上で、審査を行う。審査は3段階で、まず候補作 (Longlist)、次いで6作の最終候補作 (Shortlist)、そして受賞作が発表される。最終候補者には、2500ポンドと副賞が授与される。
2019年時点でジョン・クッツェー、ピーター・ケアリー、ヒラリー・マンテル、マーガレット・アトウッドが過去2回受賞している。

## 受賞作一覧

### 1960年代
1969年
Something to Answer for, P・H・ニュービィ
最終候補作：
- Figures in a Landscape, バリー・イングランド
- Impossible Object, ニコラス・モスレー
- The Nice and the Good, アイリス・マードック（「愛の軌跡」）
- The Public Image, ミュリエル・スパーク
- From Scenes like These, ゴードン・ウイリアムズ

### 1970年代
1970年
The Elected Member, バーニス・ルーベンス（『選ばれし者』鈴木和子訳、ヤマダメディカルシェアリング創流社、1996年）
（遺贈）Troubles, J. G. Farrell 
最終候補作：
- John Brown's Body, A・L・バーカー
- Eva Trout, エリザベス・ボウエン（「エヴァ・トラウト」）
- Bruno's Dream, アイリス・マードック（「ブルーノーの夢」）
- Mrs Eckdorf in O'Neill's Hotel, ウィリアム・トレヴァー
- The Conjunction, T・W・ウィーラー

1971年
In a Free State, V・S・ナイポール（『自由の国で』安引弘訳、草思社、2007年）
最終候補作：
- The Big Chapel, トマス・キルロイ
- Briefing for a Descent into Hell, ドリス・レッシング
- St Urbain's Horseman, モルデカイ・リッチラー（「セント・アーベインの騎士」）
- Goshawk Squadron, デレク・ロビンソン
- Mrs Palfrey at the Claremont, エリザベス・テイラー（※同名の女優とは別）

1972年
G., ジョン・バージャー（『G.』栗原行雄訳、新潮社、1975年）
最終候補作：
- Bird of Night, スーザン・ヒル（「君を守って」）
- The Chant of Jimmie Blacksmith, トマス・キニーリー
- Pasmore, デイヴィッド・ストーリー

1973年
The Siege of Krishnapur, ジェイムズ・G・ファレル（『セポイの反乱』岩元巌訳、新潮社、1977年）
最終候補作：
- The Dressmaker, ベリル・ベインブリッジ
- The Green Equinox, エリザベス・メイヴァー
- The Black Prince, アイリス・マードック（「ブラック・プリンス」）

1974年
The Conservationist, ナディン・ゴーディマー
Holiday, スタンレー・ミドルトン
最終候補作：

- Ending Up, キングズリー・エイミス
- The Bottle Factory Outing, ベリル・ベインブリッジ
- In Their Wisdom, C・P・スノー

1975年
Heat and Dust, ルース・プラワー・ジャブヴァーラ（「熱砂の日」」）
最終候補作：
- Gossip from the Forest, トマス・キニーリー

1976年
Saville, デイヴィッド・ストーリー（『サヴィルの青春』橋口稔訳、集英社、1983年）
最終候補作：
- An Instant in the Wind, アンドレ・ブリンク
- Rising, R・C・ハッチンソン
- The Doctor's Wife, ブライアン・ムーア
- King Fisher Lives, ジュリアン・ラズボーン
- The Children of Dynmouth, ウィリアム・トレヴァー（『ディンマスの子供たち』宮脇孝雄訳、国書刊行会、2023年）

1977年
Staying On, ポール・スコット
最終候補作：
- Peter Smart's Confessions, ポール・ベイリー
- Great Granny Webster, キャロライン・ブラックウッド
- Shadows on our Skin, ジェニファー・ジョンストン
- The Road to Lichfield, ペネロピ・ライヴリー
- Quartet in Autumn, バーバラ・ピム（「秋の四重奏」）

1978年
The Sea, the Sea, アイリス・マードック（『海よ、海』蛭川久康訳、集英社、1982年）
最終候補作：
- Jake's Thing, キングズリー・エイミス（「ジェイク先生の性的冒険」）
- Rumours of Rain, アンドレ・ブリンク
- The Bookshop, ペネロピ・フィッツジェラルド（『ブックショップ』山本やよい訳、ハーパーコリンズ・ジャパン、2019年）
- God on the Rocks, ジェイン・ガーダム
- A Five-Year Sentence, バーニス・ルーベンス（「ミス・ホーキンズの五年日記」）

1979年
Offshore, ペネロピ・フィッツジェラルド（『テムズ河の人々』青木由紀子訳、晶文社、1981年）
最終候補作：
- Confederates, トマス・キニーリー
- A Bend in the River, V・S・ナイポール（「暗い河」）
- Joseph, ジュリアン・ラズボーン
- Praxis, フェイ・ウェルドン

### 1980年代
1980年
Rites of Passage, ウィリアム・ゴールディング（『通過儀礼』伊藤豊治訳、開文社出版、2001年）
最終候補作：
- Earthly Powers, アントニイ・バージェス
- Clear Light of Day, アニター・デサイ
- The Beggar Maid, アリス・マンロー
- No Country for Young, ジュリアン・オフェイラン
- Pascali's Island, バリー・アンズワース（「パスカリの島」）
- A Month in the Country, J・L・カー（「ひと月の夏」）

1981年
Midnight's Children, サルマン・ラシュディ（『真夜中の子供たち』寺門泰彦訳、早川書房、1989年）
最終候補作：
- Good Behaviour, モリー・キーン
- The Sirian Experiments, ドリス・レッシング
- The Comfort of Strangers, イアン・マキューアン（『異邦人たちの慰め』宮脇孝雄訳、早川書房、1994年）
- Rhine Journey, アン・シュリー
- Loitering with Intent, ミュリエル・スパーク
- The White Hotel, D・M・トマス（「ホワイト・ホテル」）

1982年
Schindler's Ark, トマス・キニーリー（『シンドラーズ・リスト 1200人のユダヤ人を救ったドイツ人』幾野宏訳、新潮社、1989年）
最終候補作：
- Silence Among the Weapons, ジョン・アーデン
- An Ice-Cream War, ウィリアム・ボイド（「アイスクリーム戦争」）
- Constance or Solitary, ロレンス・ダレル（『アヴィニョン五重奏III　コンスタンス：あるいは孤独な務め』藤井光訳、河出書房新社、2013年）
- The 27th Kingdom, アリス・トマス・エリス
- Sour Sweet, ティモシー・モー（「サワースィート」）

1983年
Life & Times of Michael K, J・M・クッツェー（『マイケル・K』くぼたのぞみ訳、筑摩書房、1989年）
最終候補作：
- Rates of Exchange, マルカム・ブラッドベリ
- Flying to Nowhere, ジョン・フラー（『巡礼たちが消えていく』工藤政司訳、国書刊行会、1994年）
- The Illusionist, アニタ・メイソン
- Shame, サルマン・ラシュディ（「恥」）
- Waterland, グレアム・スウィフト（『ウォーターランド』真野泰訳、新潮社、2002年）

1984年
Hotel du Lac, アニータ・ブルックナー（『秋のホテル』小野寺健訳、晶文社、1988年）
最終候補作：
- Empire of the Sun, J・G・バラード（『太陽の帝国』高橋和久訳、国書刊行会、1987年、のち山田和子訳、創元ＳＦ文庫、2019年）
- Flaubert's Parrot, ジュリアン・バーンズ（『フロベールの鸚鵡』斎藤昌三訳、白水社、1989年）
- In Custody, アニター・デサイ（「デリーの詩人」）
- According to Mark, ペネロピ・ライヴリー（「ある英国人作家の偽りと沈黙」）
- Small World, デイヴィッド・ロッジ（『小さな世界　アカデミック・ロマンス』高儀進訳、白水社、1986年）

1985年
The Bone People, ケリ・ヒューム
最終候補作：
- Illywhacker, ピーター・ケアリー（「イリワッカー」）
- The Battle of Pollocks Crossing, J・L・カー
- The Good Terrorist, ドリス・レッシング
- Last Letters from Hav, ジャン・モリス
- The Good Apprentice, アイリス・マードック

1986年
The Old Davils, キングズリー・エイミス
最終候補作：
- The Handmaid's Tale, マーガレット・アトウッド（『侍女の物語』斎藤英治訳、新潮社、1990年ほか）
- Gabriel's Lament, ポール・ベイリー
- What's Bred in the Bone, ロバートソン・デイヴィス
- An Artist of the Floating World, カズオ・イシグロ（『浮世の画家』飛田茂雄訳、新潮社、1988年ほか）
- An Insular Possession, ティモシー・モー

1987年
Moon Tiger, ペネロピ・ライヴリー（『ムーンタイガー』鈴木和子訳、朝日出版社、1993年）
最終候補作：
- Anthills of the Savannah, チヌア・アチェベ（「サバンナの蟻塚」）
- Chatterton, ピーター・アクロイド（『チャタトン偽書』真野明裕訳、文藝春秋、1990年）
- Circles of Deceit, ニーナ・ボーデン
- The Colour of Blood, ブライアン・ムーア（「夜の国の逃亡者」）
- The Book and the Brotherhood, アイリス・マードック（「本をめぐる輪舞の果てに」）

1988年
Oscar and Lucinda, ピーター・ケアリー（『オスカーとルシンダ』宮木陽子訳、DHC、1999年）
最終候補作：
- Utz, ブルース・チャトウィン（『ウッツ男爵　ある蒐集家の物語』池内紀訳、文藝春秋、1993年ほか）
- The Beginning of Spring, ペネロピ・フィッツジェラルド
- Nice Work, デイヴィッド・ロッジ（『素敵な仕事』高儀進訳、大和書房、1991年」）
- The Satanic Verses, サルマン・ラシュディ（「悪魔の詩」）
- The Lost Father, マリーナ・ウォーナー

1989年
The Remains of the Day, カズオ・イシグロ（『日の名残り』土屋政雄訳、中央公論社、1994年ほか）
最終候補作：
- Cat's Eye, マーガレット・アトウッド（『キャッツ・アイ』松田雅子・松田寿一・柴田千秋訳、開文社出版、2016年）
- The Book of Evidence, ジョン・バンヴィル
- Jigsaw, シビル・ベッドフォード
- A Disaffection, ジェイムズ・ケルマン
- Restoration, ローズ・トレメイン（「恋の闇 愛の光」）

### 1990年代
1990年
Possession, A・S・バイアット（『抱擁』栗原行雄訳、新潮社、1996年ほか）
最終候補作：
- An Awfully Big Adventure, ベリル・ベインブリッジ（「恋する予感」）
- The Gate of Angels, ペネロピ・フィッツジェラルド
- Amongst Women, ジョン・マクガハン
- Lies of Silence, ブライアン・ムーア（「沈黙のベルファスト」）
- Solomon Gursky Was Here, モルデカイ・リッチラー

1991年
The Famished Road, ベン・オクリ（『満たされぬ道』金原瑞人訳、平凡社、1997年）
最終候補作：
- Time's Arrow, マーティン・エイミス（『時の矢　あるいは罪の性質』大熊栄訳、角川書店、1993年）
- The Van, ロディ・ドイル（「ヴァン」）
- Such a Long Journey, ロヒントン・ミストリー（「かくも長き旅」）
- The Redundancy of Courage, ティモシー・モー
- Reading Turgenev (from Two Lives), ウィリアム・トレヴァー

1992年
The English Patient, マイケル・オンダーチェ（『イギリス人の患者』土屋政雄訳、新潮社、1996年ほか）
Sacred Hunger, バリー・アンズワース
最終候補作：
- Serenity House, クリストファー・ホープ
- The Butcher Boy, パトリック・マッケーブ（「ブッチャー・ボーイ」）
- Black Dogs, イアン・マキューアン（『黒い犬』宮脇孝雄訳、早川書房、2000年）
- Daughters of the House, ミシェル・ロバーツ

1993年
Paddy Clarke Ha Ha Ha, ロディ・ドイル（『パディ・クラーク ハハハ』実川元子訳、キネマ旬報社、1994年）
最終候補作：
- Under the Frog, ティボール・フィッシャー
- Scar Tissue, マイケル・イグナティエフ
- Remembering Babylon, デイヴィッド・マルーフ（『異境』武舎るみ訳、現代企画室、2012年）
- Crossing the River, キャリル・フィリップス
- The Stone Diaries, キャロル・シールズ（「ストーン・ダイアリー」）

1994年
How Late It Was, How Late, ジェイムズ・ケルマン
最終候補作：
- Reef, ロメシ・グネセケラ
- Paradise, アブドゥルラザク・グルナ「『楽園』粟飯原文子訳、白水社 、2023年）
- The Folding Star, アラン・ホリングハースト
- Beside the Ocean of Time, ジョージ・マッカイ・ブラウン（「ソーフィンの夢物語 時を紡ぐ少年」）
- Knowledge of Angels, ジル・ペイトン・ウォルシュ

1995年
The Ghost Road, パット・バーカー
最終候補作：
- In Every Face I Meet, ジャスティン・カートライト
- The Moor's Last Sigh, サルマン・ラシュディ
- Morality Play, バリー・アンズワース（「仮面の真実」）
- The Riders, ティム・ウィントン

1996年
Last Orders, グレアム・スウィフト（『ラストオーダー』真野泰訳、中央公論社、1997年、のち改版『最後の注文』新潮社、2005年）
最終候補作：
- Alias Grace, マーガレット・アトウッド（『またの名をグレイス』佐藤アヤ子訳、岩波書店、2008年）
- Every Man for Himself, ベリル・ベインブリッジ
- Reading in the Dark, シェイマス・ディーン（「闇の中で」）
- The Orchard on Fire, シーナ・マッケイ（「燃える果樹園」）
- A Fine Balance, ロヒントン・ミストリー

1997年
The God of Small Things, アルンダティ・ロイ （『小さきものたちの神』工藤惺文訳、DHC、1998年）
最終候補作：
- Quarantine, ジム・クレイス（『四十日』渡辺佐智江訳、インスクリプト、2002年）
- The Underground Man, ミック・ジャクソン（『穴掘り公爵』小山太一訳、新潮社、1998年）
- Grace Notes, バーナード・マック・ラヴァティ
- Europa, ティム・パークス
- The Essence of the Thing, マデリーン・セント・ジョン

1998年
Amsterdam, イアン・マキューアン（『アムステルダム』小山太一訳、新潮社、1999年ほか）
最終候補作：
- Master Georgie, ベリル・ベインブリッジ
- England, England, ジュリアン・バーンズ（『イングランド・イングランド』古草秀子訳、東京創元社、2006年ほか）
- The Industry of Souls, マーティン・ブース
- Breakfast on Pluto, パトリック・マッケーブ（「プルートで朝食を」）
- The Restraint of Beasts, マグナス・ミルズ（「フェンス」）

1999年
Disgrace, J・M・クッツェー（『恥辱』鴻巣友季子訳、早川書房、2000年ほか）
最終候補作：
- Fasting, Feasting, アニター・デサイ
- Headlong, マイケル・フレイン（『墜落のある風景』山本やよい訳、創元推理文庫、2001年）
- Our Fathers, アンドリュー・オヘイガン
- The Map of Love, サエイフ
- The Blackwater Lightship, コルム・トビーン

### 2000年代
2000年
The Blind Assassin, マーガレット・アトウッド（『昏き目の暗殺者』鴻巣友季子訳、早川書房、2002年ほか）
最終候補作：
- The Hiding Place, トレッツァ・アッツォパルディ（『息をひそめて』川副智子訳、早川書房、2002年）
- The Keepers of Truth, マイケル・コリンズ
- When We Were Orphans, カズオ・イシグロ（『わたしたちが孤児だったころ』入江真佐子訳、早川書房、2001年ほか）
- English Passengers, マシュー・ニール
- The Deposition of Father McGeevy, ブライアン・オドハティ

2001年
True History of the Kelly Gang, ピーター・ケアリー（『ケリー・ギャングの真実の歴史』宮木陽子訳、早川書房、2003年）
最終候補作：
- Atonement, イアン・マキューアン（『贖罪』小山太一訳、新潮社、2003年ほか）
- Oxygen, アンドリュー・ミラー
- number9dream, デイヴィッド・ミッチェル（『ナンバー9ドリーム』高吉一郎訳、新潮社、2007年）
- The Dark Room, レイチェル・シーファー（『暗闇のなかで』）
- Hotel World, アリ・スミス（『ホテルワールド』）

2002年
Life of Pi, ヤン・マーテル（『パイの物語』唐沢則幸訳、竹書房、2004年）
最終候補作：
- Family Matters, ロヒントン・ミストリー
- Unless, キャロル・シールズ
- The Story of Lucy Gault, ウィリアム・トレヴァー
- Fingersmith, サラ・ウォーターズ（『荊の城』中村有希訳、東京創元社、2004年ほか）
- Dirt Music, ティム・ウィントン

2003年
Vernon God Little, D・B・C・ピエール（『ヴァーノン・ゴッド・リトル 死をめぐる21世紀の喜劇』都甲幸治訳、ヴィレッジブックス、2007年）
最終候補作：
- Brick Lane, モニカ・アリ
- Oryx and Crake, マーガレット・アトウッド（『オリクスとクレイク』畔柳和代訳、早川書房、2010年）
- The Good Doctor, デイモン・ガルガット
- Notes on a Scandal, ゾーイ・ヘラー（『あるスキャンダルについての覚え書き』）
- Astonishing Splashes of Colour, クレア・モラル

2004年
The Line of Beauty, アラン・ホリングハースト
最終候補作：
- Bitter Fruit, アハマット・ダンゴール
- The Electric Michelangelo, サラ・ホール
- Cloud Atlas, デイヴィッド・ミッチェル（『クラウド・アトラス（上下）』、中川千帆訳、河出書房新社、2013年）
- The Master, コルム・トビーン
- I'll Go to Bed at Noon, ジェラルド・ウッドワード

2005年
The Sea, ジョン・バンヴィル（『海に還る日』村松潔訳、新潮社、2007年）
最終候補作：
- Arthur & George, ジュリアン・バーンズ（『アーサーとジョージ』真野泰・山崎暁子訳、中央公論新社、2016年）
- A Long Long Way, セバスチャン・バリー
- Never Let Me Go, カズオ・イシグロ（『わたしを離さないで』土屋政雄訳、早川書房、2006年ほか）
- The Accidental, アリ・スミス
- On Beauty, ゼイディー・スミス（『美について』堀江里美訳、河出書房新社、2015年）

2006年
The Inheritance of Loss, キラン・デサイ（『喪失の響き』谷崎由依訳、早川書房、2008年）
最終候補作：
- The Secret River, ケイト・グレンヴィル
- Carry Me Down, M・J・ハイランド
- In The Country of Men, ヒシャーム・マタール
- Mother's Milk, エドワード・セント・オービン（『マザーズ・ミルク』、国弘喜美代・手嶋由美子共訳、早川書房、2019年）
- The Night Watch, サラ・ウォーターズ（『夜愁』中村有希訳、創元推理文庫、2007年）

2007年
The Gathering, アン・エンライト
最終候補作：
- Darkmans, ニコラ・バーカー
- The Reluctant Fundamentalist, モーシン・ハミド
- Mister Pip, ロイド・ジョーンズ（『ミスター・ピップ』大友りお訳、白水社、2009年）
- On Chesil Beach, イアン・マキューアン（『初夜』村松潔訳、新潮社、2009年ほか）
- Animal’s People, インドラ・シンハ

2008年
The White Tiger, アラヴィンド・アディガ　（『グローバリズム出づる処の殺人者より』鈴木恵訳、文藝春秋、2009年）
最終候補作：
- The Secret Scripture, Sebastian Barry
- Sea of Poppies, アミタヴ・ゴーシュ
- The Clothes on Their Backs, リンダ・グラント
- The Northern Clemency, Philip Hensher
- A Fraction of the Whole, スティーヴ・トルツ　（『ぼくを創るすべての要素のほんの一部』宇丹貴代実訳、ランダムハウス講談社、2009年）

2009年
Wolf Hall, ヒラリー・マンテル（『ウルフ・ホール』宇佐川晶子訳、早川書房、2011年）
最終候補作：
- The Children's Book, A・S・バイアット
- Summertime, J・M・クッツェー（『サマータイム、青年時代、少年時代─辺境からの三つの〈自伝〉』くぼたのぞみ訳、インスクリプト、2014年）
- The Quickening Maze, Adam Foulds
- The Glass Room, Simon Mawer
- The Little Stranger,サラ・ウォーターズ（『エアーズ家の没落』中村有希訳、創元推理文庫、2010年ほか）

### 2010年代
2010年
The Finkler Question, ハワード・ジェイコブソン
最終候補作：
- Parrot and Olivier in America, ピーター・ケアリー
- Room, エマ・ドナヒュー（『部屋』土屋京子訳、講談社、2011年）
- In a Strange Room, デイモン・ガルガット
- The Long Song, Andrea Levy
- C,Tom McCarthy

2011年
The Sense of an Ending, ジュリアン・バーンズ（『終わりの感覚』土屋政雄訳、新潮社、2012年） 
最終候補作：
- Jamrach's Menagerie, Carol Birch
- Pigeon English, Stephen Kelman
- Half Blood Blues, Esi Edugyan
- Snowdrops,A.D. Miller
- The Sisters Brothers, Patrick deWitt（『シスターズ・ブラザーズ』茂木健訳、東京創元社、2013年ほか）

2012年
Bring up the Bodies, ヒラリー・マンテル（『罪人を召し出せ』宇佐川晶子訳、早川書房、2013年）
最終候補作：
- The Garden of Evening Mists, 陳團英（『夕霧花園』宮崎一郎訳、彩流社、2023年)
- Swimming Home, Deborah Levy
- The Lighthouse, Alison Moore
- Umbrella, ウィル・セルフ
- Narcopolis, Jeet Thayil

2013年
Luminaries, エレノア・カットン（『ルミナリーズ』安達まみ訳、岩波書店、2022年）
最終候補作：
- A Tale for the Time Being, ルース・オゼキ（『あるときの物語』田中文訳、早川書房、2014年）
- Harvest, ジム・クレイス
- Lowland, ジュンパ・ラヒリ（『低地』小川高義訳、新潮社、2014年）
- The Testament of Mary, コルム・トビーン（『マリアが語り遺したこと』栩木伸明訳、新潮社、2014年）
- We Need New Names, Noviolet Bulawayo（『あたらしい名前』谷崎由依訳、早川書房、2016年）

2014年
The Narrow Road to the Deep North, リチャード・フラナガン（『奥のほそ道』渡辺佐智江訳、白水社、2018年） 
最終候補作：
- To Rise Again at a Decent Hour, Joshua Ferris
- We Are All Completely Beside Ourselves, カレン・ジョイ・ファウラー（『私たちが姉妹だったころ』矢倉尚子訳、白水社、2017年）
- J, ハワード・ジェイコブソン
- The Lives of Others, Neel Mukherjee
- How to be Both, アリ・スミス（『両方になる』木原善彦訳、新潮社、2018年）

2015年
A Brief History of Seven Killings, マーロン・ジェイムズ（『七つの殺人に関する簡潔な記録』旦敬介訳、早川書房、2019年） 
最終候補作：
- Satin Island, Tom McCarthy
- The Fishermen, Chigozie Obioma（『ぼくらが漁師だったころ』粟飯原文子訳、早川書房、2017年）
- The Year of the Runaways, Sunjeev Sahota
- A Spool of Blue Thread, アン・タイラー
-  A Little Life, ハニヤ・ヤナギハラ

2016年
The Sellout, Paul Beatty
最終候補作：
- Hot Milk, Deborah Levy（『ホットミルク』小澤身和子訳、新潮社、2022年）
- His Bloody Project, Graeme Macrae Burnet
- Eileen, Ottessa Moshfegh（『アイリーンはもういない』岩瀬徳子訳、早川書房、2018年）
- All That Man Is, David Szalay
- Do Not Say We Have Nothing, Madeleine Thien

2017年
Lincoln in the Bardo , ジョージ・ソーンダーズ（『リンカーンとさまよえる霊魂たち』上岡伸雄訳、河出書房新社、2018年）
最終候補作：
- 4321, ポール・オースター（『4321』柴田元幸訳、新潮社、2024年）
- History of Wolves, Emily Fridlund
- Exit West, モーシン・ハミッド（『西への出口』藤井光訳、新潮社、2019年）
- Elmet, David Szalay

2018年
Milkman, アンナ・バーンズ（『ミルクマン』栩木玲子訳、河出書房新社、2020年） 
最終候補作：
- Washington Black, エシ・エデュジアン（『ワシントン・ブラック』高見浩訳、小学館、2020年）
- Everything Under, デイジー・ジョンソン
- The Mars Room, レイチェル・クシュナー（『終身刑の女』池田真紀子訳、小学館、2021年）
- The Overstory, リチャード・パワーズ（『オーバーストーリー』木原善彦訳、新潮社、2019年）
- The Long Take, Robin Robertson

2019年
The Testaments, マーガレット・アトウッド（『誓願』鴻巣友季子訳、早川書房、2020年）
Girl, Woman, Other, バーナディン・エヴァリスト（『少女、女、ほか』渡辺佐智江訳、白水社、2023年）
最終候補作：
- Ducks, Newburyport,ルーシー・エルマン
- An Orchestra of Minorities, チゴズィエ・オビオマ（『小さきものたちのオーケストラ』粟飯原文子訳、早川書房、2021年）
- Quichotte, サルマン・ラシュディ
- 10 Minutes 38 Seconds in This Strange World, エリフ・シャファク（『レイラの最後の10分38秒』北田絵里子訳、早川書房、2020年）

### 2020年代
2020年
Shuggie Bain, ダグラス・スチュアート（『シャギー・ベイン』黒原敏行訳、早川書房、2022年）
最終候補作：
- The New Wilderness,  Diane Cook（『静寂の荒野』上野元美訳、早川書房、2022年）
- This Mournable Body,  Tsitsi Dangarembga
- Burnt Sugar,  Avni Doshi（『母を燃やす』川副智子訳、早川書房、2022年）
- The Shadow King,  Maaza Mengiste（『影の王』粟飯原文子訳、早川書房、2023年）
- Real Life,  Brandon Taylor（『その輝きを僕は知らない』関麻衣子訳、早川書房、2023年）

2021年
The Promise,  デイモン・ガルガット（『約束』 宇佐川晶子訳、早川書房、2024年）
最終候補作：
- A Passage North,  Anuk Arudpragasam
- No One Is Talking About This,  Patricia Lockwood
- The Fortune Men,  ナディファ・モハメド
- Bewilderment,  リチャード・パワーズ（『惑う星』木原善彦訳、新潮社、2022年）
- Great Circle,  マギー・シプステッド（『グレート・サークル』北田絵里子訳、早川書房、2023年）

2022年
The Seven Moons of Maali Almeida, シェハン・カルナティラカ（『マーリ・アルメイダの七つの月』山北めぐみ訳、河出書房新社、2023年）
最終候補作：
- Glory,  NoViolet Bulawayo
- The Trees,  Percival Everett
- Treacle Walker,  アラン・ガーナー
- Small Things Like These,  クレア・キーガン（『ほんのささやかなこと』 鴻巣友季子訳、早川書房、2023年）
- Oh William!,  エリザベス・ストラウト（『ああ、ウィリアム!』小川高義訳、早川書房、2023年）

2023年
Prophet Song, Paul Lynch	
最終候補作：
- Study for Obedience,  Sarah Bernstein
- If I Survive You,  Jonathan Escoffery
- This Other Eden,  ポール・ハーディング
- The Bee Sting,  ポール・マレイ
- Western Lane,  Chetna Maroo

2024年
Orbital, Samantha Harvey
最終候補作：
- James,  Percival Everett
- Creation Lake,  Rachel Kushner
- Held,  Anne Michaels
- The Safekeep,  Yael van der Wouden
- Stone Yard Devotional,  Charlotte Wood

## 国際ブッカー賞
国際ブッカー賞（The International Booker Prize）は、ブッカー賞の翻訳書部門であり、英語に翻訳された本から選ばれる賞である。
2005年に創設。当初は受賞対象となる作家を隔年選出していたが、2016年からはブッカー賞と同様、作品を対象として毎年選出されることとなり、原著者と英語への翻訳者の共同受賞となる。
- 2005年 イスマイル・カダレ（アルバニア）
- 2007年 チヌア・アチェベ（ナイジェリア）
- 2009年 アリス・マンロー（カナダ）
- 2011年 フィリップ・ロス（アメリカ）
- 2013年 リディア・デイヴィス（アメリカ）
- 2015年 クラスナホルカイ・ラースロー（ハンガリー）
- 2016年 韓江（大韓民国）, Deborah Smith 訳, The Vegetarian
  - 『菜食主義者』 きむ・ふな訳、クオン、2011年）
- 2017年 デイヴィッド・グロスマン（イスラエル）, Jessica Cohen 訳. A Horse Walks Into a Bar
- 2018年 オルガ・トカルチュク（ポーランド）, Jennifer Croft 訳, Flights
  - 『逃亡派』 小椋彩訳、白水社、2014年）
- 2019年 Jokha al-Harthi（オマーン）, Marilyn Booth 訳, Celestial Bodies
- 2020年 マリーケ・ルカス・ライネフェルト（オランダ）, Michele Hutchison 訳, The Discomfort of Evening
  - 『不快な夕闇』 國森由美子訳、早川書房、2023年）
- 2021年 ダヴィド・ディオップ（フランス）, Anna Moschovakis 訳, At Night All Blood is Black
  - 『夜、すべての血は黒い』 加藤かおり訳、早川書房、2024年）
- 2022年 ギーターンジャリ・シュリー（インド）, Daisy Rockwell 訳, Tomb of Sand
  - 『砂の境界』 藤井美佳訳、エトセトラブックス、2025年）
- 2023年 Georgi Gospodinov（ブルガリア）, Angela Rodel 訳, Time Shelter
- 2024年 ジェニー・エルペンベック（ドイツ）, Michael Hofmann 訳, Kairos
- 2025年 Banu Mushtaq（インド）, Deepa Bhasthi 訳, Heart Lamp